# إيغور شتيماك
إيغور شتيماك (بالكرواتية: Igor Štimac) مواليد 6 سبتمبر 1967 في جمهورية يوغوسلافيا الاشتراكية الاتحادية، هو لاعب كرة قدم كرواتي سابق كان يلعب كمدافع. سبق له أن لعب في كأس العالم لكرة القدم مع منتخب بلاده. لعب خلال مسيرته 322 مباراة سجل خلالها 17 هدفاً.

## مرحلة الشباب

### أندية لعب لها
- هايدوك سبليت

## المسيرة الاحترافية

### أندية لعب لها
- هايدوك سبليت
- نادي قادش
- ديربي كاونتي
- وست هام يونايتد

## روابط خارجية
- إيغور شتيماك على موقع الاتحاد الدولي (مؤرشف)  (الإنجليزية)
- إيغور شتيماك على موقع الاتحاد الأوربي (الإنجليزية)
- إيغور شتيماك على موقع قاعدة بيانات كرة القدم.إي يو (الإنجليزية)
- إيغور شتيماك على موقع ناشيونال فوتبول تيمز (الإنجليزية)
- إيغور شتيماك على موقع Soccerway.com (الإنجليزية)
- إيغور شتيماك على موقع عالم كرة القدم.نت (الإنجليزية)